# Peixe-porco-pintado-americano
O peixe-porco-pintado-americano (Cantherhines macrocerus), é uma espécie de peixe-porco nativo do Atlântico Ocidental, sendo muito comum de ser capturado para o comércio de aquários ornamentais. Habitam recifes de corais e costões rochosos, sendo vistos frequentemente beliscando corais e rochas em busca de alimento, que são pequenos crustáceos e pólipos de cnidários.
Possuem um corpo achatado ovalado amarelo-mostarda com manchas brancas e uma cauda escura, possui um espinho na cabeça, quando se sente ameaçado, o peixe-porco ativa o espinho e o predador não consegue engolir, podendo chegar até mata-lo engasgado.
Essa espécie é nativa do Atlântico Ocidental, podendo ser encontrado no sul da Flórida, EUA, para as Bahamas e Bermudas para o Mar do Caribe, Ilhas Cayman, Jamaica, Cuba e Haiti, para a costa da América Central, no Panamá e Nicarágua para a América do Sul, das Guianas e Venezuela até o norte do estado de São Paulo, Brasil.